# Esra Türkmen
Esra Türkmen (* 20. Januar 2002) ist eine türkische Leichtathletin, die sich auf den Speerwurf spezialisiert hat.

## Sportliche Laufbahn
Erstmals international in Erscheinung trat Esra Türkmen im Jahr 2018, als sie bei den U18-Balkan-Meisterschaften in Istanbul mit einer Weite von 52,76 m die Silbermedaille gewann. Anschließend schied sie bei den U18-Europameisterschaften in Győr mit 47,27 m in der Qualifikationsrunde aus. Im Jahr darauf siegte sie mit 52,00 m bei den U20-Balkan-Meisterschaften in Cluj-Napoca und gewann bei den U18-Balkan-Meisterschaften in Istanbul mit 53,71 m die Silbermedaille. Daraufhin verpasste sie bei den U20-Europameisterschaften in Borås mit 48,52 m den Finaleinzug und gewann dann beim Europäischen Olympischen Jugendfestival (EYOF) in Baku mit 54,62 m die Bronzemedaille. 2020 gewann  sie bei den U20-Balkan-Meisterschaften in Istanbul mit 54,23 m die Silbermedaille und 2021 klassierte sie sich bei den Balkan-Meisterschaften in Smederevo mit 51,79 m auf dem fünften Platz. Anschließend gelangte sie bei den U20-Europameisterschaften in Tallinn mit 47,34 m auf den zwölften Platz und belegte bei den U20-Weltmeisterschaften in Nairobi mit 53,20 m den achten Platz. Im Jahr darauf gewann sie bei den Balkan-Meisterschaften in Craiova mit 57,14 m die Bronzemedaille hinter der Serbin Adriana Vilagoš und Hanna Hazko aus der Ukraine. Anschließend belegte sie bei den Mittelmeerspielen in Oran mit 56,03 m den vierten Platz und siegte dann mit 57,46 m bei den Islamic Solidarity Games in Konya. 2023 wurde sie bei der 1. Liga der Team-Europameisterschaft im Rahmen der Europaspiele in Chorzów mit 55,32 m Siebte und gelangte dann bei den U23-Europameisterschaften in Espoo mit 50,15 m auf Rang elf. Daraufhin belegte sie bei den World University Games in Chengdu mit 56,00 m den vierten Platz. Im Jahr darauf siegte sie mit 56,25 m bei den U23-Mittelmeer-Meisterschaften in Ismailia und gewann bei den Balkan-Meisterschaften in Izmir mit 57,17 m die Bronzemedaille hinter ihrer Landsfrau Eda Tuğsuz und Elina Tzengko aus Griechenland. Daraufhin schied sie bei den Europameisterschaften in Rom mit 52,05 m in der Qualifikationsrunde aus.
2025 wurde sie bei der 2. Liga der Team-Europameisterschaft in Maribor mit 58,55 m Fünfte, ehe sie bei den World University Games in Bochum mit 59,90 m die Goldmedaille gewann. 
2024 wurde Türkmen türkische Meisterin im Speerwurf.